# Isoetes lechleri
Isoetes lechleri là một loài dương xỉ trong họ Isoetaceae. Loài này được Mett. mô tả khoa học đầu tiên năm 1859.